# رسم المسطاحة
رسم المسطاحة قرية سوريّة تتبع إداريّاً لمحافظة حلب منطقة منبج ناحية خفسة، بلغ تعداد سكانها (1,243) نسمة حسب التعداد السكاني لعام 2004.